# Брайтенау (Німеччина)
Брайтенау (нім. Breitenau) — громада в Німеччині, розташована в землі Рейнланд-Пфальц. Входить до складу району Вестервальд. Складова частина об'єднання громад Рансбах-Баумбах.
Площа — 6,06 км2. Населення становить 708 ос. (станом на 31 грудня 2020).

## Галерея

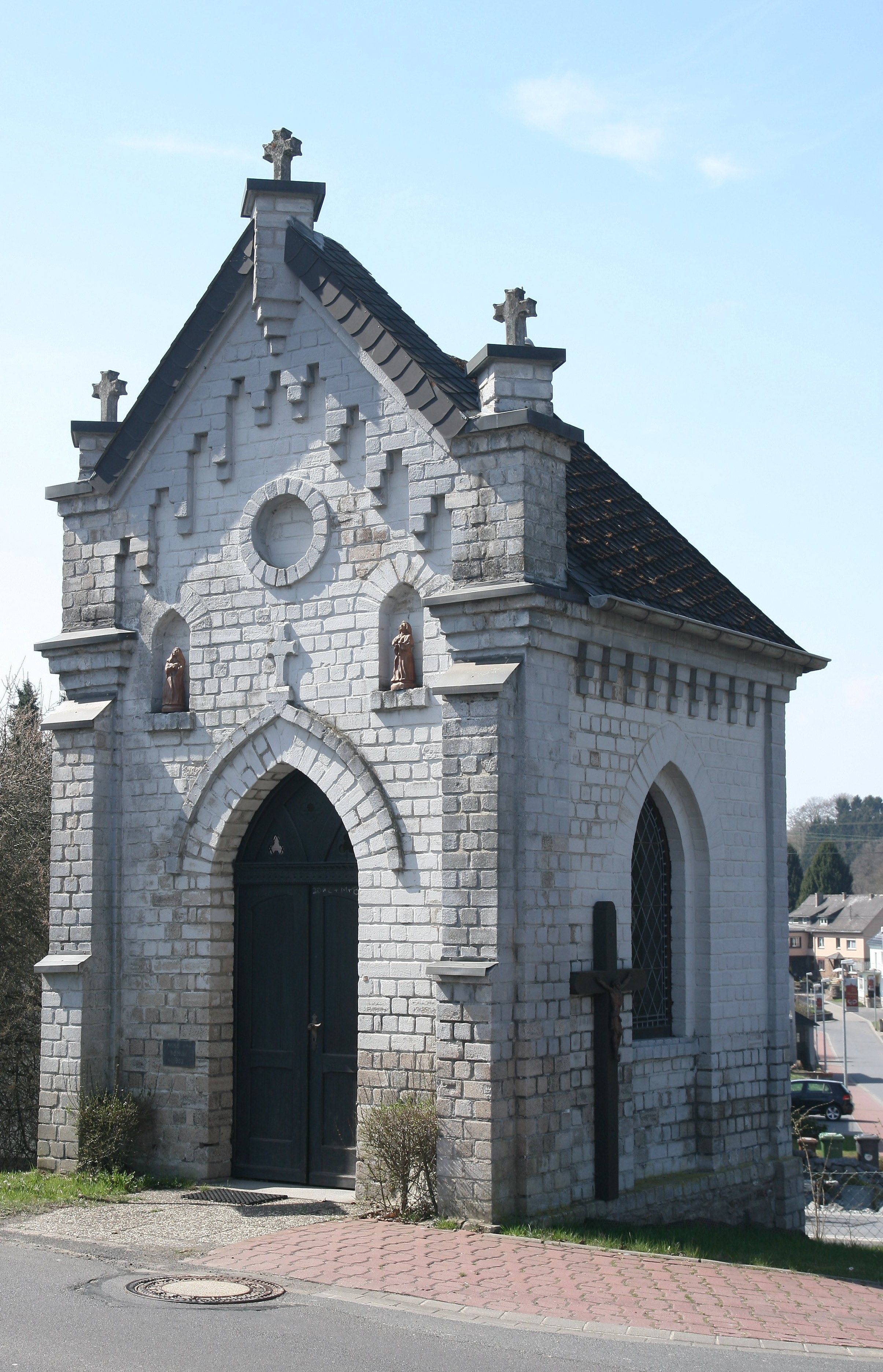
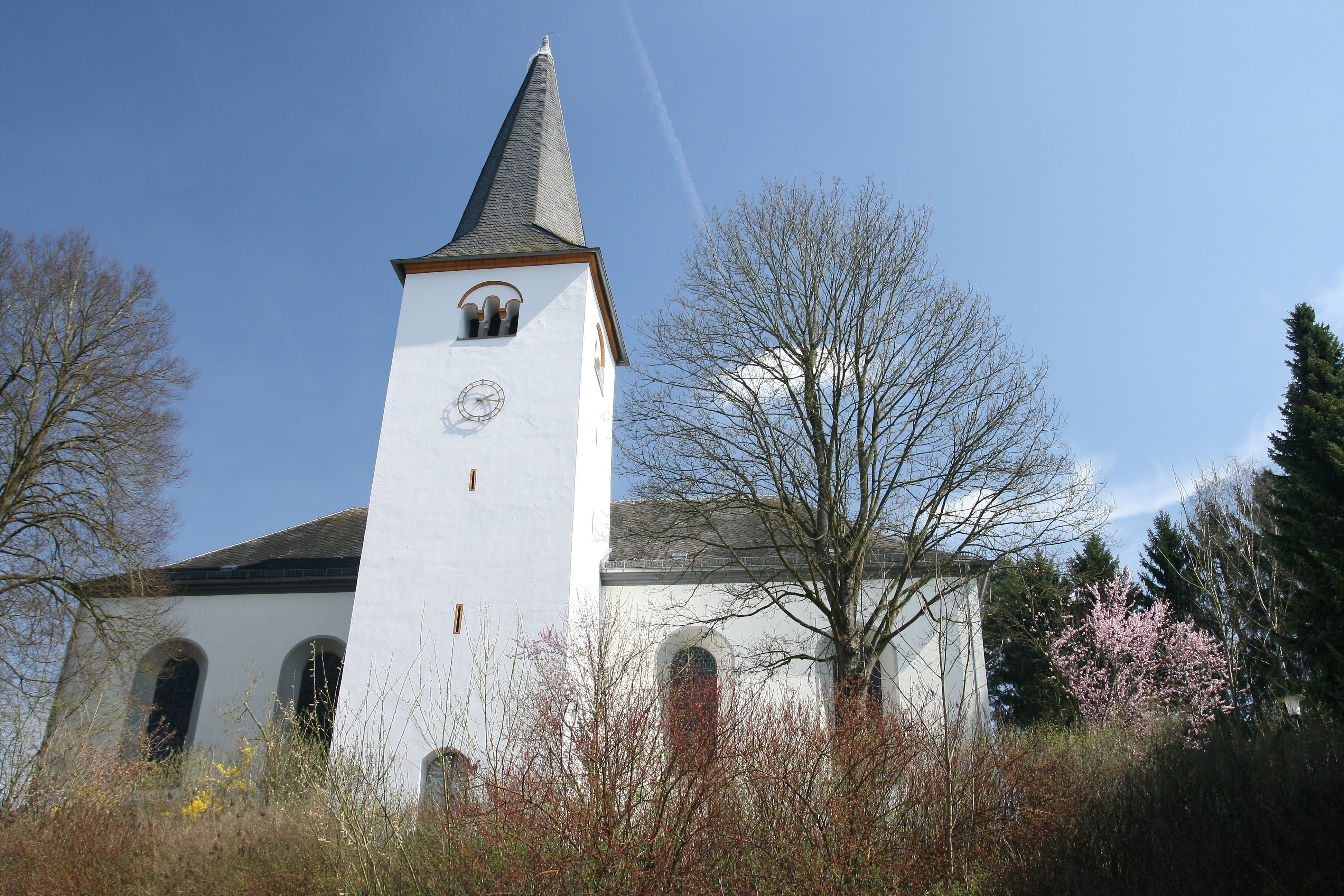